# 2004年法国网球公开赛
2004年法国网球公开赛女单冠军得主阿娜斯塔西亞·米斯基娜由此成为俄罗斯第一个获得大满贯单打冠军的女子网球选手。

## 冠军
单打列出冠亚军以及决赛比分，双打列出冠军组合。

### 男子单打
主条目：2004年法国网球公开赛男子单打比賽
加斯顿·高迪奥（阿根廷）0-6 3-6 6-4 6-1 8-6 吉列尔莫·科里亚（阿根廷）

### 女子单打
主条目：2004年法国网球公开赛女子单打比賽
阿娜斯塔西亞·米斯基娜（俄罗斯）6-1 6-2 耶莲娜·德门蒂耶娃（俄罗斯）

### 男子双打
主条目：2004年法国网球公开赛男子双打比赛
克薩維埃·馬利斯（比利时）/奧利維埃·羅庫斯（比利时）

### 女子双打
主条目：2004年法国网球公开赛女子双打比赛
比希尼婭·魯阿諾·帕斯夸爾（西班牙）/保拉·蘇亞雷斯（阿根廷）

### 混合双打
主条目：2004年法国网球公开赛混合双打比赛
塔蒂亞娜·戈洛文（法国）/里夏爾·加斯凱（法国）
| 前任： 2003年法国网球公开赛     | 法国网球公开赛 2004年 | 繼任： 2005年法国网球公开赛     |
| 前任： 2004年澳大利亚网球公开赛 | 网球大满贯 2004年     | 繼任： 2004年温布尔登网球锦标赛 |